# Fabio Leimer

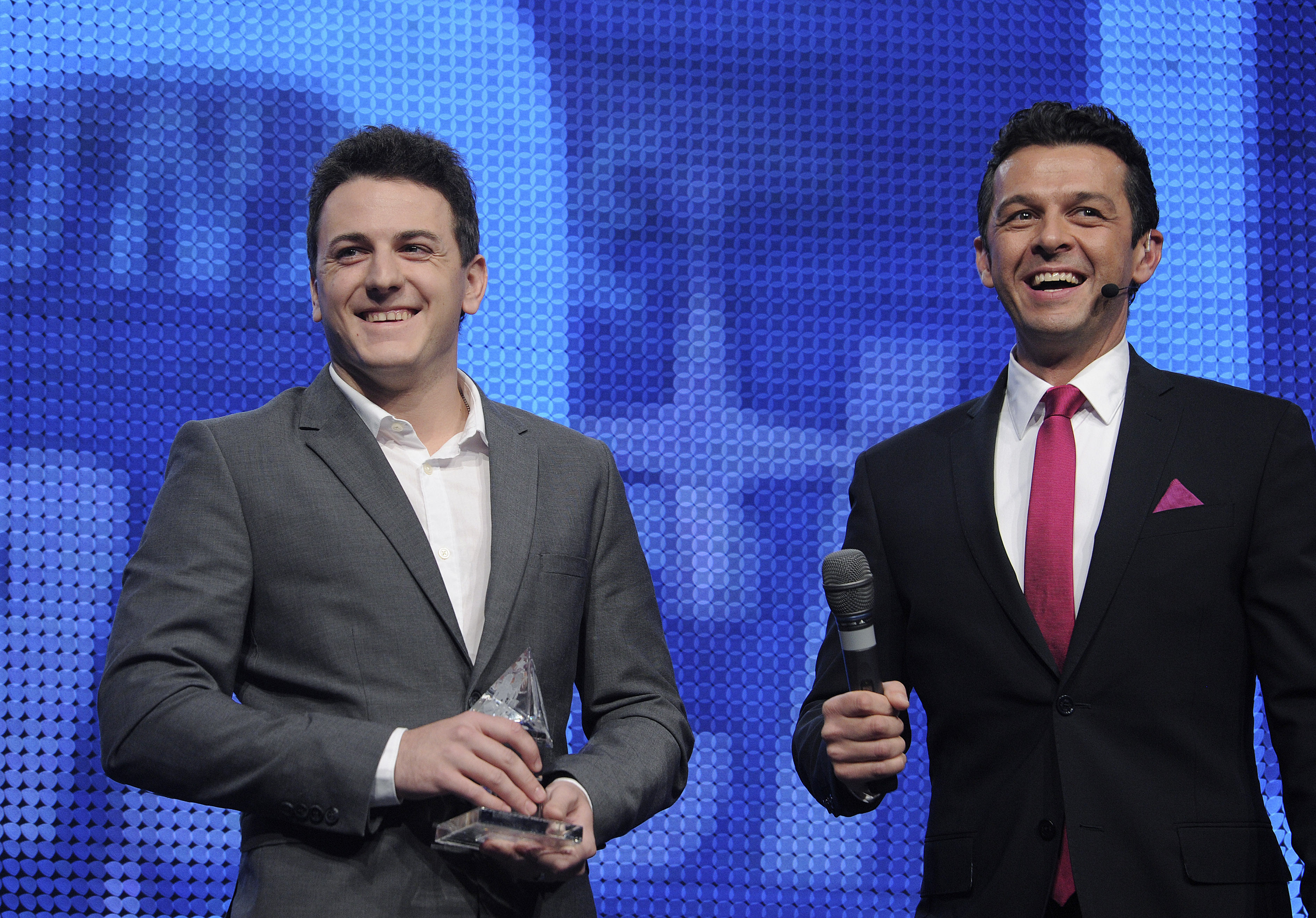
Fabio Leimer (links) 2013

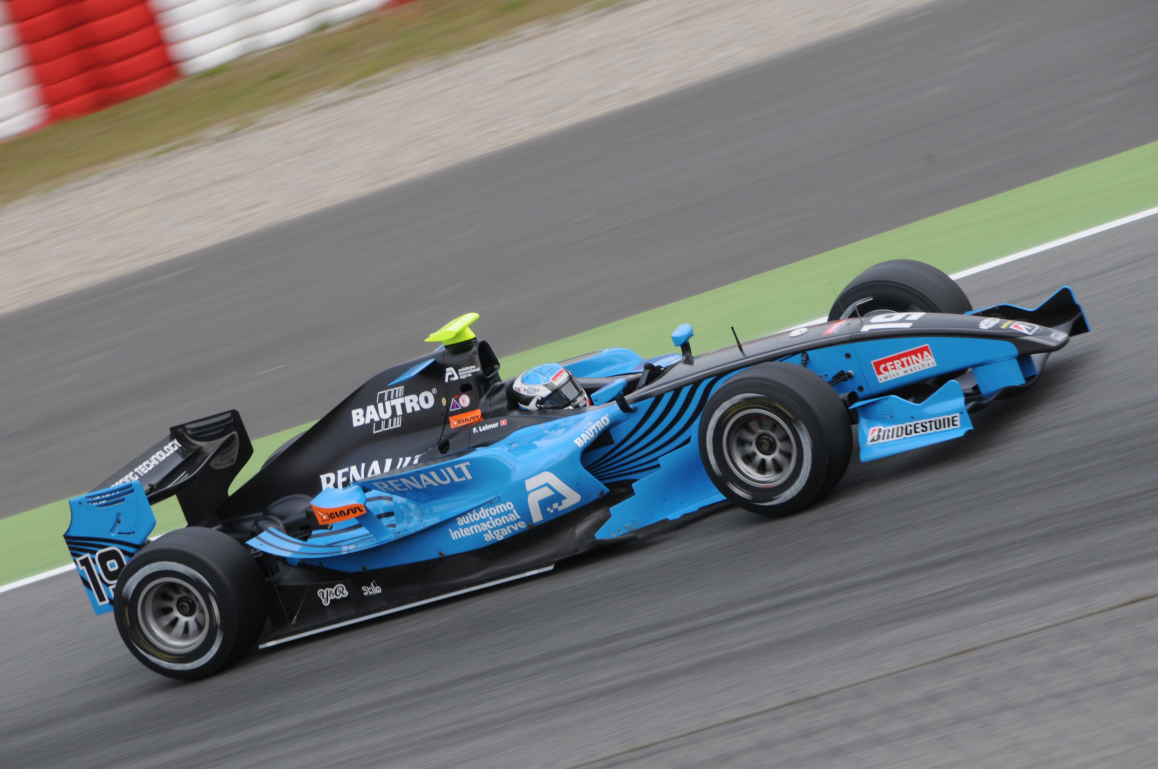
Fabio Leimer auf Siegeskurs im GP2-Rennen in Spanien 2010

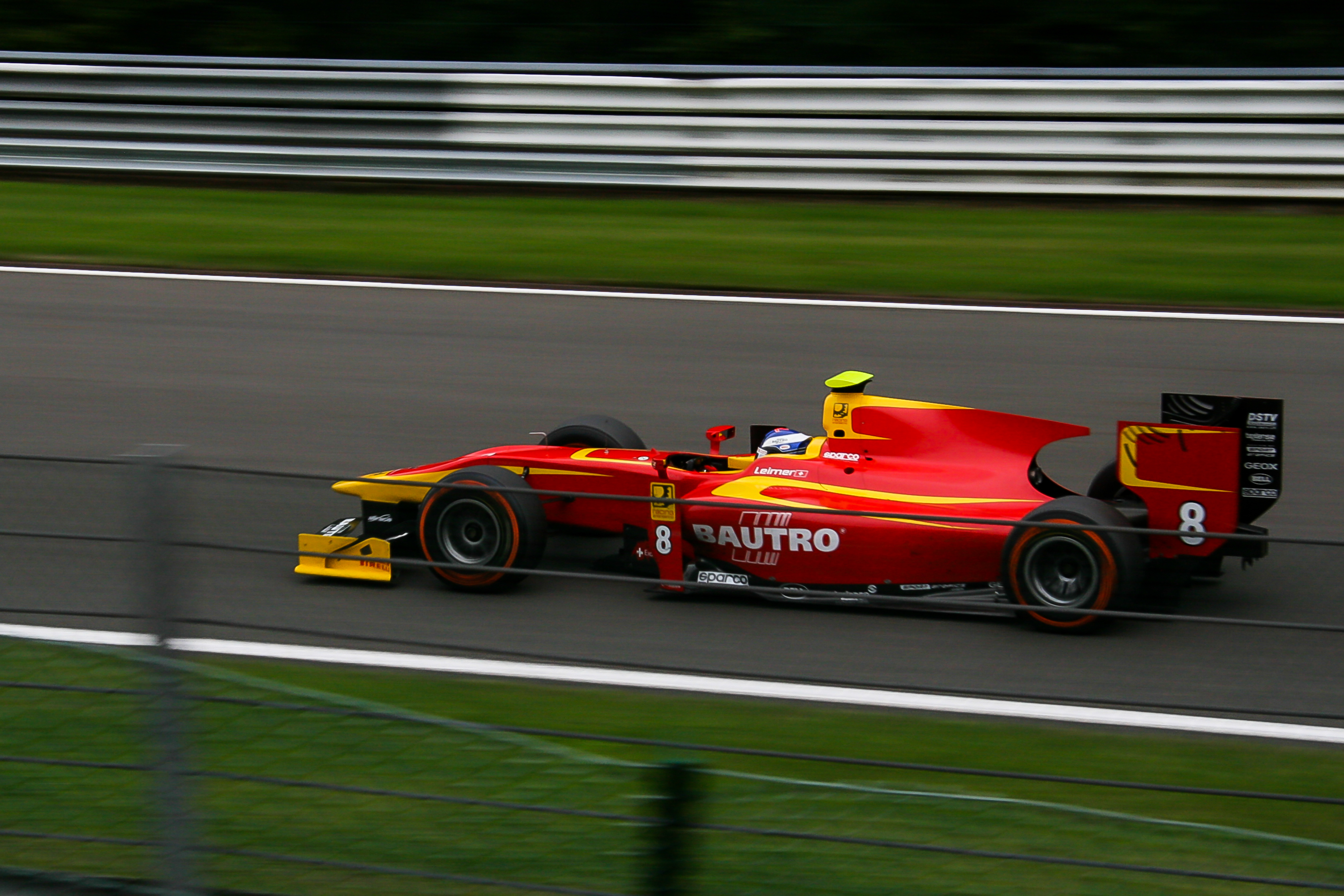
Fabio Leimer beim Hauptrennen der GP2-Serie in Spa-Francorchamps 2013

Fabio Leimer (* 17. April 1989 in Rothrist) ist ein ehemaliger Schweizer Automobilrennfahrer. 2009 gewann er den Meistertitel der internationalen Formel Master. Er startete von 2010 bis 2013 in der GP2-Serie und gewann für Racing Engineering startend die Meisterschaft 2013. 2014 trat er in der FIA-Langstrecken-Weltmeisterschaft (WEC) an.

## Karriere
Nachdem Leimer seine Karriere 2000 im Kartsport begonnen hatte, fuhr er bis 2006 in verschiedenen Kartserien. 2006 bestritt er zudem, parallel zum Engagement im Kartsport, die deutschen Formel BMW, in der er zum Teil für das Team Rosberg startete. Beim Formel-BMW-Weltfinale wurde er 19. 2007 wechselte Leimer zum Schweizer Team Jenzer Motorsport und startete sowohl im Formel Renault 2.0 Eurocup, als auch in der italienischen Formel Renault. In der italienischen Formel Renault erreichte er mit zwei Podest-Platzierungen den elften Rang, im Formel Renault 2.0 Eurocup den 17 Meisterschaftsplatz.
2008 zeigte Leimer, der inzwischen für Jenzer Motorsport in der internationalen Formel Master fuhr, eine Leistungssteigerung und gewann mit drei Rennsiegen den Vizemeistertitel hinter Chris van der Drift. Darüber hinaus absolvierte Leimer im November einen GP2-Test für Trident Racing. 2009 bestritt Leimer seine zweite Saison in der internationalen Formel Master für Jenzer Motorsport. Mit sieben Siegen bei 16 Rennen gewann Leimer die Meisterschaft, die er dominiert hatte, bereits ein Rennwochenende vor Schluss. Ausserdem holte er bei seinem siebten Sieg den Rekord für die meisten Siege in einer IFM-Saison. Als Belohnung für seinen Titel nahm Leimer an einem GP2-Testtag mit DAMS teil.
Nach dem Gewinn der Meisterschaft wurde Leimer von Ocean Racing Technology für die GP2-Asia-Serie-Saison 2009/2010 verpflichtet. Es gelang ihm nicht, an die Erfolge aus der internationalen Formel Master anzuknüpfen und er belegte punktelos den 31. Gesamtrang. Anschliessend ging der Schweizer für Ocean Racing Technology in der Saison 2010 der europäischen GP2-Serie an den Start. Bereits im zweiten Rennen auf dem Circuit de Catalunya entschied Leimer sein erstes GP2-Rennen für sich. Im weiteren Verlauf der Saison gelang es ihm jedoch nicht, weitere Punkte einzufahren. Am Saisonende lag Leimer auf dem 19. Platz in der Meisterschaft. Nachdem er bei den GP2-Testfahrten im November für Rapax, dem Meisterteam der Saison 2010, mehrere Bestzeiten erzielt hatte, wurde er für die GP2-Asia-Serie und die GP2-Serie von Rapax unter Vertrag genommen. In der GP2-Asia-Serie erzielte er einen zweiten Platz als bestes Ergebnis und schloss die Saison auf dem fünften Gesamtrang ab. In der GP2-Serie erzielte Leimer nur an zwei Rennwochenenden Punkte. Dabei gewann er wie in der Vorsaison das Sprintrennen auf dem Circuit de Catalunya. Beim Saisonfinale wurde er Zweiter. Er beendete die Saison auf dem 14. Platz in der Fahrerwertung. Nach der Saison nahm er für Racing Engineering am GP2 Final 2011 teil. Er entschied das Hauptrennen für sich und gewann das GP2 Final. Anschliessend debütierte er bei Testfahrten für Sauber in einem Formel-1-Auto.
Für die GP2-Serie 2012 wurde Leimer schliesslich von Racing Engineering unter Vertrag genommen. Beim Sprintrennen in as-Sachir lag er über weite Strecken in Führung. Da er gelbe Flaggen ignoriert hatte, wurde er jedoch mit einer Durchfahrtsstrafe belegt und kam schliesslich ausserhalb der Punkte auf dem zwölften Platz ins Ziel. In Barcelona verlor Leimer wegen einer Durchfahrtsstrafe erneut die Chance auf ein Podium. Auf dem dritten Platz liegend wurde er beim Boxenstopp aus Sicht der Rennleitung unsicher losgelassen. Er wurde schliesslich auch in diesem Rennen Zwölfter. In Silverstone verpasste er ein weiteres Mal die Möglichkeit auf einen Sieg. Von der Pole-Position startend führte er das Rennen auf einer abtrocknenden Strecke zunächst an. Sein Team entschied sich dafür, den Pflichtboxenstopp möglichst spät durchzuführen. Allerdings kam es zuvor zu einer Safety-Car-Phase, von der alle Fahrer, die schon gestoppt hatten, profitierten. Leimer verlor nach seinem Stopp die Führung und wurde schliesslich 14. Ein Sieg gelang ihm auch in den restlichen Saisonrennen nicht. Mit sechs Podest-Platzierungen verbesserte sich Leimer aber in der Fahrerwertung auf den siebten Platz. Im Anschluss an die GP2-Saison absolvierte Leimer für BMW DTM-Testfahrten.
2013 blieb Leimer bei Racing Engineering in der GP2-Serie und bestritt seine vierte Saison in dieser Meisterschaft. Beim Saisonauftakt in Sepang erzielte er seinen ersten Hauptrennsieg in der GP2-Serie. Eine Veranstaltung später in as-Sachir gewann er erneut das Hauptrennen. Nachdem er bei sechs Veranstaltungen ohne Sieg geblieben war, gewann er das Hauptrennen in Monza. Damit übernahm er wieder die Führung in der Fahrerwertung, die er nach jedem Rennsieg zwischenzeitlich hielt. Beim Saisonfinale auf dem Yas Marina Circuit sicherte sich Leimer mit einem vierten Platz im Hauptrennen vorzeitig den Gesamtsieg der GP2-Serie. Mit 201 zu 181 Punkten setzte er sich gegen Sam Bird durch. Leimer erzielte 2013 mehr als dreimal so viele Punkte als sein Teamkollege Julian Leal.
2014 wechselte Leimer in den Langstreckensport. Bei Rebellion Racing erhielt er ein LMP1-Cockpit in der FIA-Langstrecken-Weltmeisterschaft (WEC). Er bildete ein Team mit Andrea Belicchi und Dominik Kraihamer. Nachdem das Trio in der ersten Saisonhälfte nie das Ziel erreicht hatte, kamen sie in der zweiten Saisonhälfte stets in die Punkte. Platz sechs war ihr bestes Ergebnis und sie wurden 17. in der Fahrerweltmeisterschaft. 2015 plante Leimer einen Wechsel nach Japan in die Super Formula. Er hatte bereits einen Vertrag beim Team Mugen unterschrieben. Jedoch scheiterte das Engagement bereits vor Saisonbeginn, da sein Sponsor die vereinbarten Zahlungen nicht durchgeführt hatte. Anfang Juni wurde Leimer schließlich Ersatzpilot des Formel-1-Teams Manor für die Formel-1-Weltmeisterschaft 2015. Darüber hinaus nahm Leimer Ende Juni 2015 für Virgin an zwei Rennen der FIA-Formel-E-Meisterschaft teil.

## Sonstiges
Leimer wird seit dem Beginn seiner Motorsportkarriere vom Unternehmer Rainer Gantenbein finanziell unterstützt.

## Statistik

### Karrierestationen
| - 2000–2006: Kartsport - 2006: Deutsche Formel BMW (Platz 18) - 2007: Formel Renault 2.0 Eurocup (Platz 17) - 2007: Italienische Formel Renault (Platz 11) - 2008: Internationale Formel Master (Platz 2) - 2009: Internationale Formel Master (Meister) | - 2010: GP2-Asia-Serie (Platz 31) - 2010: GP2-Serie (Platz 19) - 2011: GP2-Asia-Serie (Platz 5) - 2011: GP2-Serie (Platz 14) - 2011: Formel 1 (Testfahrer) - 2012: GP2-Serie (Platz 7) | - 2013: GP2-Serie (Meister) - 2014: WEC (Platz 17) - 2015: Formel E (Platz 34) - 2015: Formel 1 (Testfahrer) |

### Einzelergebnisse in der GP2-Serie
| Jahr | Team                    | 1   | 2   | 3   | 4   | 5   | 6   | 7   | 8   | 9   | 10  | 11  | 12  | 13  | 14  | 15  | 16  | 17  | 18  | 19  | 20  | 21  | 22  | 23  | 24  | Punkte | Rang |
| ---- | ----------------------- | --- | --- | --- | --- | --- | --- | --- | --- | --- | --- | --- | --- | --- | --- | --- | --- | --- | --- | --- | --- | --- | --- | --- | --- | ------ | ---- |
| 2010 | Ocean Racing Technology | ESP | ESP | MON | MON | TUR | TUR | ESP | ESP | GBR | GBR | GER | GER | HUN | HUN | BEL | BEL | ITA | ITA | UAE | UAE |     |     |     |     | 8      | 19.  |
| 2010 | Ocean Racing Technology | 8   | 1   | DNF | 17  | 13  | 15  | DNF | DNF | 17  | 13  | 21  | DNF | DNF | 11  | 12  | DNF | DNF | DNS | DNF | 16  |     |     |     |     | 8      | 19.  |
| 2011 | Rapax                   | TUR | TUR | ESP | ESP | MON | MON | ESP | ESP | GBR | GBR | GER | GER | HUN | HUN | BEL | BEL | ITA | ITA |     |     |     |     |     |     | 15     | 14.  |
| 2011 | Rapax                   | DNF | 20  | 8   | 1   | 9   | 7   | DNF | 14  | 15  | 11  | DSQ | 8   | 11  | 11  | DNF | DNF | 7   | 2   |     |     |     |     |     |     | 15     | 14.  |
| 2012 | Racing Engineering      | MAS | MAS | BRN | BRN | BRN | BRN | ESP | ESP | MON | MON | ESP | ESP | GBR | GBR | GER | GER | HUN | HUN | BEL | BEL | ITA | ITA | SIN | SIN | 152    | 7.   |
| 2012 | Racing Engineering      | 4   | 6   | 7   | 12  | 2   | 8   | 12  | 11  | 18  | DNF | 4   | 3   | 14  | 9   | 2   | 4   | 9   | 14  | DNF | 5   | 5   | 2   | 3   | 3   | 152    | 7.   |
| 2013 | Racing Engineering      | MAS | MAS | BRN | BRN | ESP | ESP | MON | MON | GBR | GBR | GER | GER | HUN | HUN | BEL | BEL | ITA | ITA | SIN | SIN | UAE | UAE |     |     | 201    | 1.   |
| 2013 | Racing Engineering      | 1   | 12  | 1   | 9   | 18  | 9   | DNF | 13  | 4   | 15  | 4   | 3   | 4   | 3   | 4   | 5   | 1   | 6   | 5   | 3   | 4   | 3   |     |     | 201    | 1.   |

### Le-Mans-Ergebnisse
| Jahr | Team             | Fahrzeug        | Teamkollege       | Teamkollege     | Platzierung | Ausfallgrund |
| ---- | ---------------- | --------------- | ----------------- | --------------- | ----------- | ------------ |
| 2014 | Rebellion Racing | Rebellion R-One | Dominik Kraihamer | Andrea Belicchi | Ausfall     | Motorschaden |

### Einzelergebnisse in der FIA-Langstrecken-Weltmeisterschaft
| Saison | Team             | Rennwagen                   | 1   | 2   | 3   | 4   | 5   | 6   | 7   | 8   |
| ------ | ---------------- | --------------------------- | --- | --- | --- | --- | --- | --- | --- | --- |
| 2014   | Rebellion Racing | Lola B12/60 Rebellion R-One | SIL | SPA | LEM | AUS | FUJ | SHA | BAH | SAO |
| 2014   | Rebellion Racing | Lola B12/60 Rebellion R-One | DNF | DNF | DNF | DNF | 11  | 8   | 6   | 18  |